# Singe
Singe è una circoscrizione mista (mixed ward) della Tanzania situata nel distretto urbano di Babati, regione del Manyara. Conta una popolazione di 6 620 abitanti (censimento 2012).